# Michel Brière
Pour les articles homonymes, voir Brière (homonymie).
Michel Édouard Brière (né le 21 octobre 1949 à Malartic au Canada — mort le 13 avril 1971 à Montréal) est un joueur de hockey sur glace professionnel québécois qui n'a joué qu'une seule saison en tant que professionnel avec les Penguins de Pittsburgh de la Ligue nationale de hockey. Il meurt en 1971 après un accident de voiture survenu en Abitibi-Témiscamingue, sa région d'origine. Il a été hospitalisé pendant 11 mois.

## Biographie

### Carrière junior et repêchage
Au cours de sa carrière au sein des Bruins de Shawinigan de la Ligue de hockey junior majeur du Québec (également connue et désignée par le sigle LHJMQ), Michel Brière atteint en cent matchs plus de trois cents points (320). Il est choisi par les Penguins de Pittsburgh au troisième tour du repêchage amateur de la Ligue nationale de hockey de 1969. Il est alors le 26e joueur choisi au total, deuxième choix des Penguins après Rick Kessell. Lors de la signature avec les Penguins, Jack Riley, directeur des Penguins, lui propose un salaire de 13 000 dollars avec un bonus à la signature de 4 000 dollars. Brière, arguant qu'il compte passer les vingt prochaines années dans la ville de Pennsylvanie lui demande et obtient 1 000 dollars de plus,.

### Saison 1969-1970
Il inscrit le premier but de sa carrière dans la LNH le 1er novembre 1969 lors de la troisième période d'un match contre les North Stars du Minnesota dont les buts sont gardés par Ken Broderick. Il est alors assisté de Ken Schinkel et de Bob Woytowich. Au cours de cette saison 1969-1970, Brière est un des composants du noyau dur de l’équipe des Penguins, équipe qui se qualifie pour la première fois de son histoire pour les séries éliminatoires de la Coupe Stanley. Il inscrit alors 12 buts et réalise 32 passes décisives, pour un total 44 points, ce qui fait de lui le troisième meilleur pointeur de l’équipe lors de la saison régulière derrière Dean Prentice et Ken Schinkel. Il est un des trois joueurs de l'équipe à participer à l'intégralité des soixante-seize rencontres en compagnie de Ron Schock et de Glen Sather et termine premier passeur de l'équipe.
Lors des séries éliminatoires, les Penguins éliminent au premier tour les Seals d'Oakland quatre matchs à zéro. Lors du quatrième et dernier match de la série, le 12 avril, Brière inscrit le but de la victoire et premier but en prolongation de l'histoire des Penguins au bout de huit minutes 28 secondes de la première prolongation. Les Penguins chutent lors du deuxième tour contre les Blues de Saint-Louis quatre matchs à deux. Au total, Brière inscrit huit points en dix matchs et est le meilleur pointeur des séries de l'équipe. Il est nommé meilleur joueur dans sa première saison professionnelle, le meilleur rookie, pour les Penguins. À la suite de cette saison, Brière demande à Riley de réfléchir à une augmentation salariale de 5 000 dollars.

### Accident de voiture
Le 6 juin 1970, Michèle Beaudoin et Brière, déjà parents d'un enfant nommé Martin et âgé d'un an, né le 6 mai 1969, ont prévu de se marier. Brière est dans sa ville natale de Malartic au Québec et prépare ce mariage quand il a, le 15 mai 1970, un accident de voiture avec deux amis à lui aux alentours de Val-d'Or. Au cours de cet accident, il est éjecté de la voiture qui fait plusieurs tonneaux, une Mercury Cougar, et subit de graves blessures au cerveau et tombe dans le coma tandis que ses deux amis survivent sans séquelles malgré de graves blessures. Transporté d'urgence vers l'Hôpital Notre-Dame de Montréal, Brière reste dans le coma pendant près de sept semaines et une fois qu’il en sort, ce n’est que pour mieux alterner les phases d’éveil et d’évanouissement. Il meurt à l’Hôpital Marie-Clarac d'une pneumonie le 13 avril 1971 après quatre opérations majeures n’ayant rien donné.
Michèle Beaudouin a mal vécu cette période, elle raconte: « Vers la fin, je n'étais plus capable de le voir. C'était devenu trop difficile pour moi. Il était rendu tellement petit. Ils l'assoyaient sur une chaise et il était tellement maigre... ».
Le vendredi 15 mai, le jour de l'accident, l'ambulance conduisant Michel Brière à l'hôpital percuta mortellement un jeune homme de 18 ans qui circulait à l'entrée de Malartic. Michèle Beaudoin dit que c'était un bon ami de Brière. Elle relate: « C'est triste quand tu penses que les journaux et les réseaux ont fait tant d'articles sur cet accident de Michel Brière, mais pour ce pauvre gars-là, personne n'en a parlé ».

### Hommages
À la suite de sa mort, plus de 6 000 personnes ont assisté à ses funérailles. Six joueurs et dirigeants de l'équipe assistent à la cérémonie du jeune joueur, ayant eu lieu dans la banlieue de Montréal. Un hommage est rendu à Brière dans la cathédrale de Saint Paul dans la ville de Pittsburgh. Les Penguins ont emmené l'équipement de Brière tout au long de la saison 1970-1971 et par la suite, aucun autre joueur de l'histoire de l'équipe n'a jamais porté le numéro 21. Dans l'histoire de l'équipe, seul Keith McCreary a porté le numéro 21 sur un maillot des Penguins et cela fut avant Brière.
Les Penguins décident également de baptiser le trophée de la meilleure recrue de l'année trophée Michel-Brière. Greg Polis remporte le trophée en 1970-1971. La Ligue de hockey junior majeur du Québec met en place, en 1972, le trophée Michel-Brière au meilleur joueur de la saison de la LHJMQ.
Le 5 janvier 2001, les Penguins retirent officiellement le numéro 21 de Michel Brière, quelques jours après le retour au jeu du 66 de Mario Lemieux, seul autre numéro des Penguins retiré alors.
L'aréna de Malartic en Abitibi est rebaptisé le Centre Michel-Brière après sa mort. Son fils, Martin Brière, qui est architecte, a d'ailleurs contribué à sa conception.
En janvier 2021, le Réseau des sports (RDS) diffuse un documentaire « La mine d’or de Malartic » portant sur sa carrière.

## Statistiques
| Saison    | Équipe                 | Ligue          |    | Saison régulière | Saison régulière | Saison régulière | Saison régulière | Saison régulière |    | Séries éliminatoires | Séries éliminatoires | Séries éliminatoires | Séries éliminatoires | Séries éliminatoires |
| Saison    | Équipe                 | Ligue          | PJ | B                | A                | Pts              | Pun              | PJ               | B  | A                    | Pts                  | Pun                  |                      |                      |
| 1967-1968 | Bruins de Shawinigan   | LHJMQ          | 50 | 54               | 105              | 159              |                  | 12               | 11 | 16                   | 27                   | 8                    |                      |                      |
| 1968-1969 | Bruins de Shawinigan   | LHJMQ          | 50 | 75               | 86               | 161              | 31               | -                | -  | -                    | -                    | -                    |                      |                      |
| 1969      | Éperviers de Sorel     | Coupe Memorial |    |                  |                  |                  |                  |                  |    |                      |                      |                      |                      |                      |
| 1969-1970 | Penguins de Pittsburgh | LNH            | 76 | 12               | 32               | 44               | 20               | 10               | 5  | 3                    | 8                    | 17                   |                      |                      |